# جنسريق

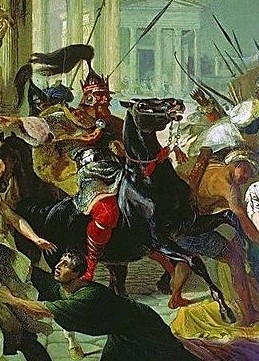
جنسريك ملك الوندال - اجتياح روما 455م

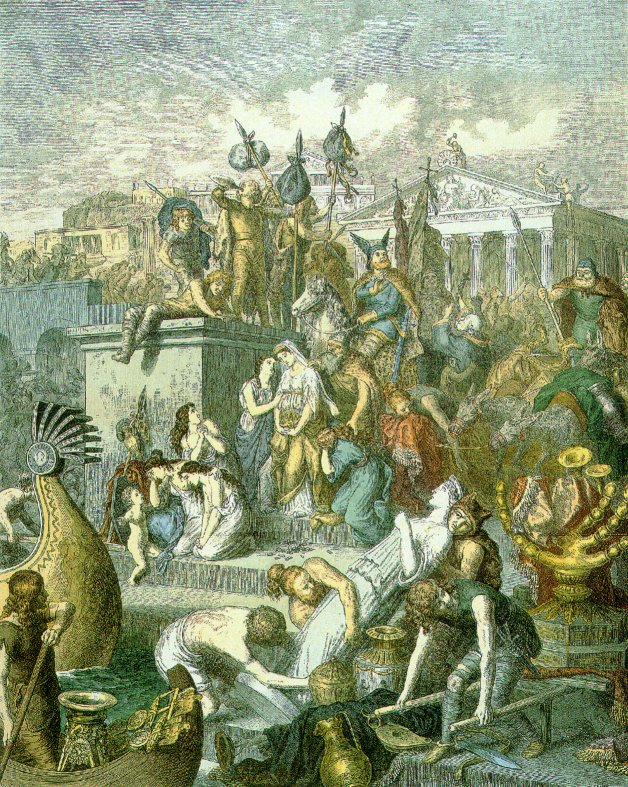
السمعة 'التقليدية' للوندال: نقش على صلب ملون لاجتياح روما (455) بريشة هاينريش لويتمان (1824–1904)، ح 1860–80

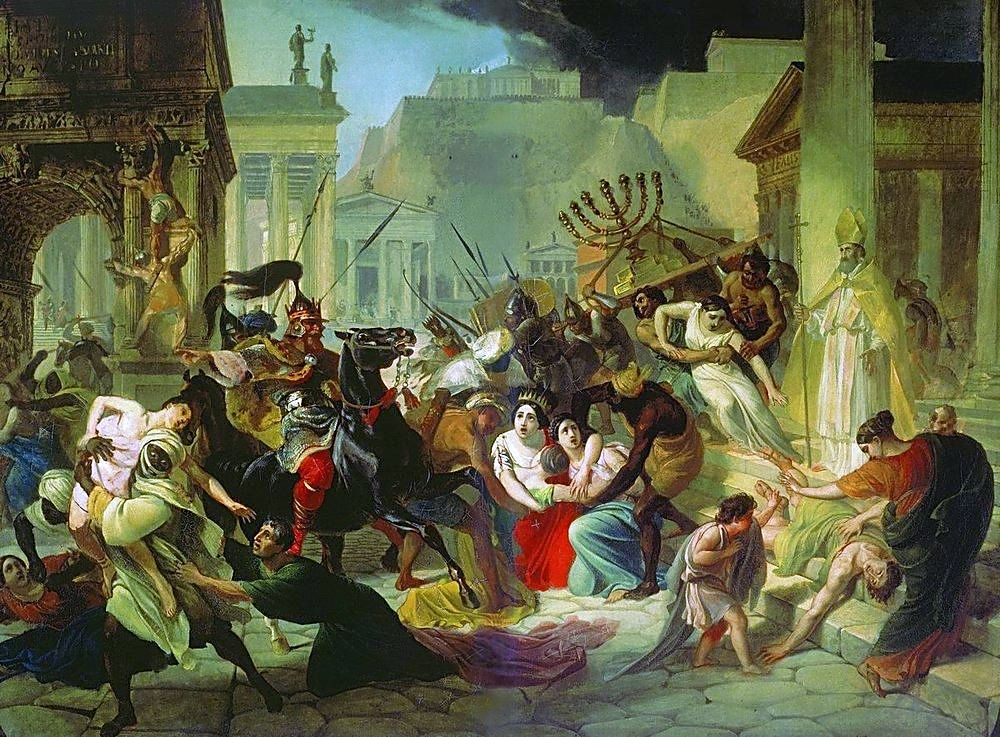
جنسريك ينهب روما

جنسريق أو غايسيريك أو جينسيريك أو جنسريك (بالاتون، 389م - قرطاج، 477 م) ملك الوندال ومؤسس المملكة الوندالية، وكان أحد اللاعبين الرئيسيين في متاعب الإمبراطورية الرومانية الغربية في القرن الخامس الميلادي. خلال سنوات حكمه الخمسين حول قبيلة جرمانية ضئيلة نسبياً إلى قوة متوسطية كبرى، توفي جنسريك في قرطاج عام 477م وخلفه في الحكم إبنه هونريك.

## جنسريك في شمال أفريقيا
نزل جينيسيريك في طنجة مع ثمانين ألفا من الرجال والنساء والأطفال والعبيد وتابع طريقه حتى نوميديا، تمكن من هزم القائد الروماني بونيفاس في أفريكا وأسس في عام 429م دولة قوية مركزها قرطاج ثم تابع القتال ضد روما وخربها في إحدى هجماته.

## جنسريك واجتياح روما
استغل جنسريك ملك الوندال الأزمة السياسية الحادة في روما فأبحر بأسطول قوي لا يغلب (455م) عاقدا العزم على الثأر والانتقام من روما التي سبق وأن دمرت قرطاج في القرن الثاني قبل الميلاد، ولم يقف أحد بينه وبين أوستيا Ostia وروما إلا بابا أعزل ومعه بعض قساوسة روما. ولم يقوى البابا لاون في هذه المرة على إقناع جنسريك بالارتداد عن روما، وكل ما استطاع أن يحصل عليه منه هو وعده بأن يمتنع عن ذبح السكان وتعذيبهم وإحراق المدينة. وأسلمت المدينة أربعة أيام كاملة للجند ينهبون فيها ويسلبون؛ ونجت الكنائس المسيحية، ولكن كل ما كان باقياً في المعابد من كنوز نقل إلى سفن الوندال، وكان من بين هذه الغنائم المناضد الذهبية، والماثلات ذات الشعب السبع، وغيرها من الآنية المقدسة التي جاء بها الإمبراطور تيتوس من هيكل سليمان إلى روما قبل أربعة قرون. ونهب كذلك كل ما كان في القصر الإمبراطوري من المعادن الثمينة، والحلي، والأثاث وكل ما كان باقياً في بيوت الأغنياء من أشياء ذات قيمة واتخذ آلافاً من الأسرى عبيداً، وفرق بين الأزواج وزوجاتهم، وبين الأبناء وآبائهم، وأخذ جنسريك الإمبراطورة يودكسيا وابنيهما معه إلى قرطاجنة؛ وزوج يودكسيا ابنه هونريك Huneric؛ وأرسل الإمبراطورة وبلاسيديا (صغرى ابنتيهما) إلى القسطنطينية استجابة لطلب الإمبراطور ليو الأول. ولم يكن انتهاب روما على هذا النحو في واقع الأمر تخريباً لا يراعي فيه عرف أو قانون، بل كان يتفق مع الشرائع القديمة للحروب. لقد ثأرت قرطاجنة لنفسها من قسوة روما عليها في عام 146 وكانت في انتقامها هذا رقيقة رحيمة.